# Giunta militare cilena

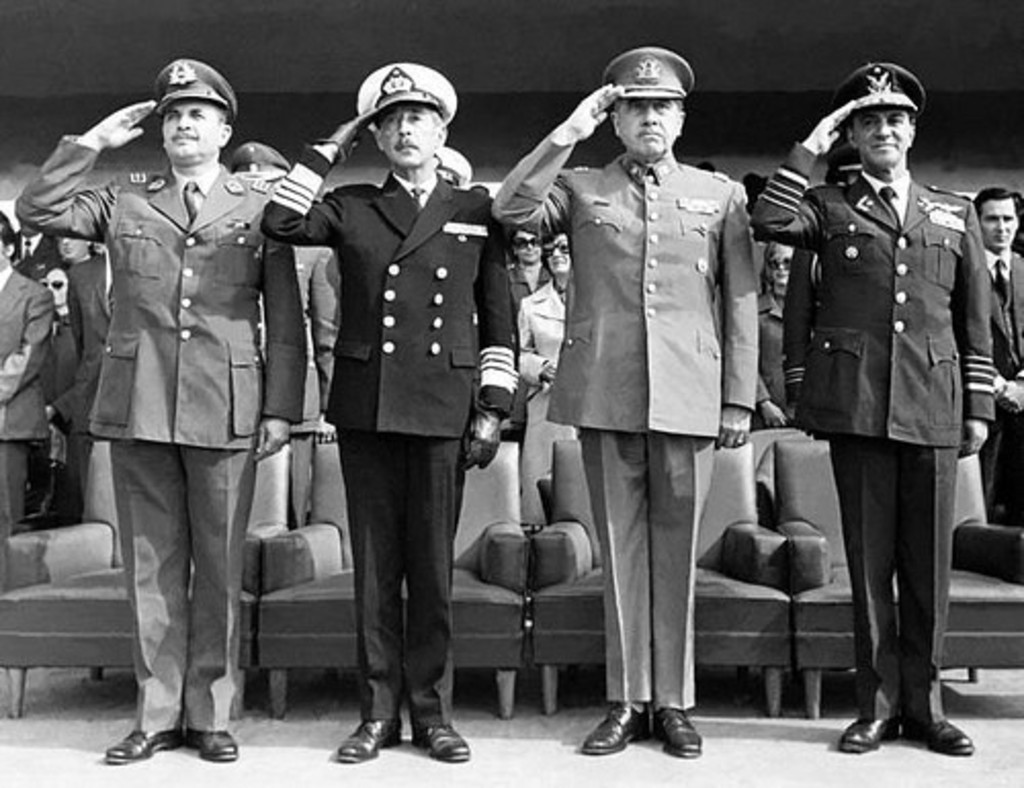
I quattro vertici delle forze armate cilene promotori del golpe del 1973

Il potere esecutivo in Cile attraverso il colpo di stato dell'11 settembre 1973, in primo luogo, venne acquisito dalla Giunta militare (Junta militar de gobierno). Dal giugno 1974 al marzo 1990 essa detenne solo il potere legislativo, cedendo quello esecutivo alla Giunta di governo Pinochet.

## Storia
La Giunta ha rappresentato il "comando supremo della Nazione".

### 1973-1974
Nella sua composizione iniziale nei giorni del golpe, era composta dal comandante in capo dell'esercito, Augusto Pinochet Ugarte, presidente della giunta, dal comandante in capo della Fuerza Aérea de Chile Gustavo Leigh Guzmán (dal 1978 Fernando Matthei), dal comandante in capo della Marina cilena, José Toribio Merino e dal comandante generale dei Carabineros, César Mendoza Durán (dal 1985 Rodolfo Stange).
Il 12 settembre la giunta fu integrata da alcuni militari che furono designati ai vari dicasteri tra cui Patricio Carvajal (difesa), Ismael Huerta Díaz (esteri), Sergio Figueroa Gutiérrez (Opere pubbliche), Lorenzo Gotuzzo (finanze), Roberto Kelly (Pianificazione), Pedro Ewing Hodar (Segretario generale).
Primo civile fu l'11 ottobre l'economista Fernando Léniz (Economia e bilancio). 
Cedette il potere esecutivo il 17 giugno 1974 al "Capo della Nazione" Pinochet (dal 16 dicembre presidente della Repubblica), e alla sua giunta di governo.

### 1975-1990
Ceduto il potere esecutivo, ha esercitato funzioni solo costituenti e legislative. 
Nel 1975 fu emanato lo statuto della giunta, e furono istituite le commissioni legislative per materia. 

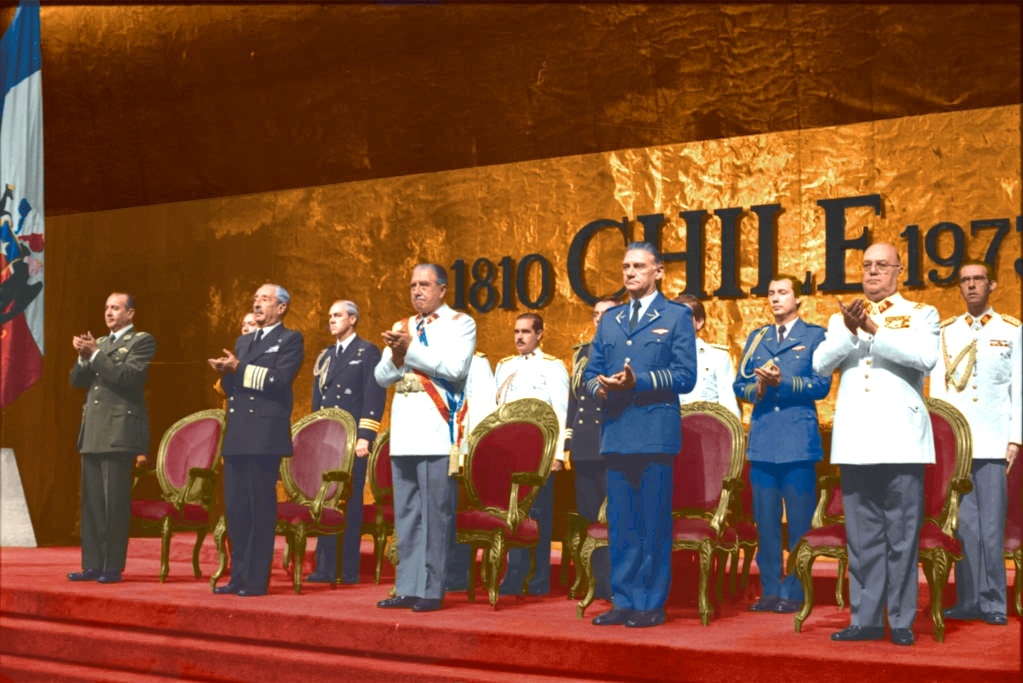
Pinochet e la giunta negli anni '80

Dopo l'approvazione della costituzione cilena del 1980, nel 1981 il generale Pinochet cessò di far parte dell'organismo perché incompatibile con la carica di presidente della Repubblica e presidente della giunta divenne l'ammiraglio José Toribio Merino. Per l'esercito entrarono così in giunta i facenti funzioni César Benavides (1981-1985), Julio Canessa Roberts (1985-1986), Humberto Gordon (1986-1988), Santiago Sinclair (1988-1989) e Jorge Lucar Figueroa (1989-1990). Sempre nel 1981 furono costituite quattro commissioni legislative, una per ciascuna forza armata, ciascuna con specifiche competenze.
Sotto la presidenza Toribio furono emanati 3.660 Decreti legge e 1.090 Leggi.
Si sciolse l'11 marzo 1990, quando Patricio Aylwin divenne presidente della Repubblica e la funzione legislativa tornò al Congresso nazionale cileno.

## Presidenti
- Generale Augusto Pinochet Ugarte (11 settembre 1973-11 marzo 1981)
- Ammiraglio José Toribio Merino (11 marzo 1981-8 marzo 1990)
- Ammiraglio Jorge Martínez Busch (8 marzo 1990-11 marzo 1990)

## Dicasteri (1973/74)
| Ministro                                        | Nome                          | Período     |
| ----------------------------------------------- | ----------------------------- | ----------- |
| Ministro dell'Interno                           | Óscar Bonilla Bradanovic      | 1973 - 1974 |
| Ministro degli esteri                           | Ismael Huerta Díaz            | 1973 - 1974 |
| Ministro Segretario Generale del Governo        | Pedro Ewing Hodar             | 1973 - 1974 |
| Ministro dell'Economía, Finanze e Ricostruzione | Rolando González Acevedo      | 1973        |
| Ministro dell'Economía, Finanze e Ricostruzione | Fernando Léniz                | 1973 - 1974 |
| Ministro delle Finanze                          | Tito Lorenzo Gotuzzo Borlando | 1973 - 1974 |
| Ministro dell'Educazione                        | José Navarro Tobar            | 1973        |
| Ministro dell'Educazione                        | Hugo Castro Jimenéz           | 1973 - 1974 |
| Ministro della Giustizia                        | Gonzalo Prieto Gándara        | 1973 - 1974 |
| Ministro della Difesa nazionale                 | Patricio Carvajal             | 1973 - 1974 |
| Ministro delle Opere pubbliche e trasporti      | Sergio Figueroa Gutiérrez     | 1973 - 1974 |
| Ministro dell'Agricoltura                       | Sergio Crespo Montero         | 1973 - 1974 |
| Ministro dei Beni Nazionali                     | Diego Barba Valdés            | 1973 - 1974 |
| Ministro del Lavoro e Previdenza sociale        | Nicanor Díaz Estrada          | 1973 - 1974 |
| Ministro della Salute Pubblica                  | Alberto Spoerer Covarrubias   | 1973 - 1974 |
| Ministro delle Miniere                          | Agustín Toro Dávila           | 1973 - 1974 |
| Ministro della Casa e Urbanismo                 | Arturo Vivero Ávila           | 1973 - 1974 |
| Ministro della Pianificazione                   | Roberto Kelly                 | 1973 - 1974 |